# Thailand Open 1989
Die Thailand Open 1989 im Badminton fand vom 11. bis zum 16. Juli 1989 in Bangkok statt. Die Finalspiele wurden am 16. Juli ausgetragen.

## Sieger und Platzierte
| Disziplin    | Gold                         | Silber                         | Bronze                            |
| ------------ | ---------------------------- | ------------------------------ | --------------------------------- |
| Herreneinzel | Alan Budikusuma              | Sompol Kukasemkij              | Foo Kok Keong                     |
| Herreneinzel | Alan Budikusuma              | Sompol Kukasemkij              | Poul-Erik Høyer Larsen            |
| Dameneinzel  | Tang Jiuhong                 | Luo Yun                        | Huang Hua                         |
| Dameneinzel  | Tang Jiuhong                 | Luo Yun                        | Han Aiping                        |
| Herrendoppel | Kim Moon-soo Park Joo-bong   | Cheah Soon Kit Razif Sidek     | Max Gandrup Thomas Lund           |
| Herrendoppel | Kim Moon-soo Park Joo-bong   | Cheah Soon Kit Razif Sidek     | Li Yongbo Tian Bingyi             |
| Damendoppel  | Guan Weizhen Ying Lin        | Chung So-young Hwang Hye-young | Lai Caiqin Yao Fen                |
| Damendoppel  | Guan Weizhen Ying Lin        | Chung So-young Hwang Hye-young | Maria Bengtsson Christine Gandrup |
| Mixed        | Park Joo-bong Chung So-young | Kim Moon-soo Hwang Hye-young   | Thomas Lund Pernille Dupont       |
| Mixed        | Park Joo-bong Chung So-young | Kim Moon-soo Hwang Hye-young   | Wang Pengren Shi Fangjing         |

## Finalergebnisse
| Disziplin    | Sieger                       | Finalist                       | Ergebnis          |
| ------------ | ---------------------------- | ------------------------------ | ----------------- |
| Herreneinzel | Alan Budikusuma              | Sompol Kukasemkij              | 17-14, 15-8       |
| Dameneinzel  | Tang Jiuhong                 | Luo Yun                        | 0-11, 11-3, 11-6  |
| Herrendoppel | Park Joo-bong Kim Moon-soo   | Cheah Soon Kit Razif Sidek     | 15-11, 15-3       |
| Damendoppel  | Guan Weizhen Lin Ying        | Hwang Hye-young Chung So-young | 5-15, 18-17, 15-9 |
| Mixed        | Park Joo-bong Chung So-young | Kim Moon-soo Hwang Hye-young   | 15-5, 15-3        |